# Sogn og Fjordane megye

Sogn og Fjordane megye elhelyezkedése Norvégiában

Sogn og Fjordane egy korábbi  megye Norvégia délnyugati Vestlandet földrajzi régiójában, az Északi-tenger partján.
2020. január 1-én Hordaland és Sogn og Fjordane megyék összevonásával létrejött Vestland megye.
Közigazgatási központja a Leikanger községben fekvő Hermansverk város.
Területe 18 623 km², ezzel a 19 norvég megye közt a nyolcadik (a legnagyobb magyar vármegyénél, Bács-Kiskunnál azonban több mint kétszer nagyobb). A harmadik legkevésbé népes norvég megye, 106 259 lakossal (2007), ami kevesebb mint fele a legkisebb lakosságú magyar vármegye, Nógrád népességének.

## Neve

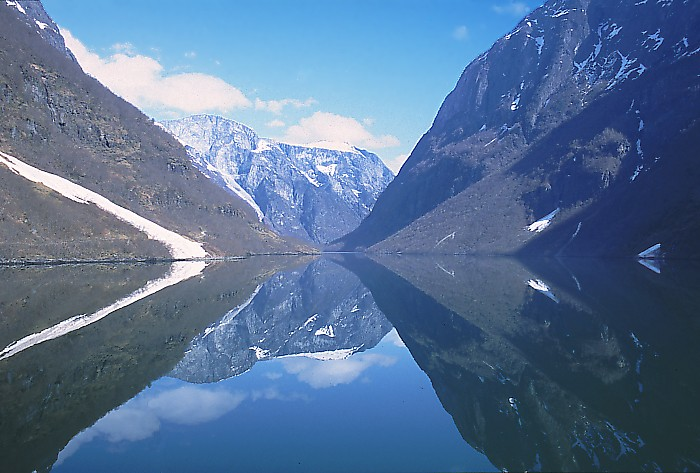
A Sogne-fjord egy ága

A megye a Sogn og Fjordane nevet 1919-ben kapta. Nevének első szava a Sogne-fjord mentén elhelyezkedő Sogn hagyományos régióra utal. Az utolsó szó a fjord többes számú alakja és két itteni régióra – Nordfjordra és Sunnfjordra utal.
1919-ig a megye neve Nordre Bergenhus amt volt, azaz Észak-Bergenhus amt. (Amt a „megye” jelentésű norvég fylke szó régebbi megfelelője.) A régi Bergenhus megyét 1662-ben hozták létre, de 1763-ban kettéosztották.

## Címere
Címere 1983-tól hivatalos. Benne a három kék háromszög a megye három régiójára utal (Sogn, Sunnfjord és Nordfjord).

## Községek

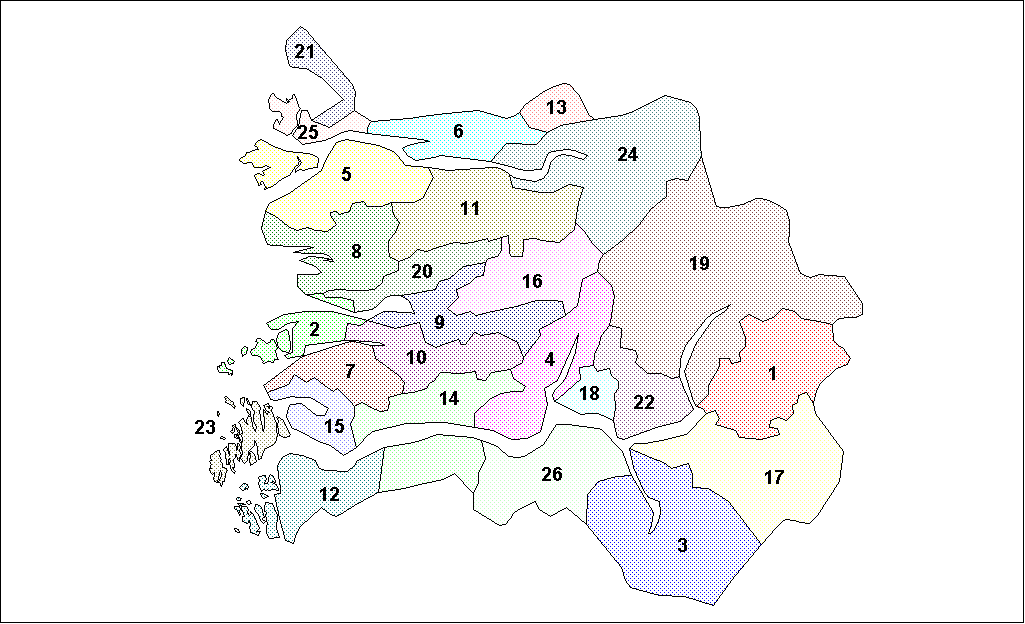
Sogn og Fjordane községeinek elhelyezkedése

Sogn og Fjordane megyéhez a következő 26 község tartozik:
| 1. Årdal 2. Askvoll 3. Aurland 4. Balestrand 5. Bremanger 6. Eid 7. Fjaler 8. Flora 9. Førde 10. Gaular 11. Gloppen 12. Gulen 13. Hornindal | 1. Høyanger 2. Hyllestad 3. Jølster 4. Lærdal 5. Leikanger 6. Luster 7. Naustdal 8. Selje 9. Sogndal 10. Solund 11. Stryn 12. Vågsøy 13. Vik |